# Лещево (гміна Єленево)
Лещево (пол. Leszczewo) — село в Польщі, у гміні Єленево Сувальського повіту Підляського воєводства.
Населення — 112 осіб (2011).
У 1975-1998 роках село належало до Сувальського воєводства.

## Демографія
Демографічна структура станом на 31 березня 2011 року:
|          | Загалом | Допрацездатний вік | Працездатний вік | Постпрацездатний вік |
| -------- | ------- | ------------------ | ---------------- | -------------------- |
| Чоловіки | 59      | 17                 | 39               | 3                    |
| Жінки    | 53      | 11                 | 33               | 9                    |
| Разом    | 112     | 28                 | 72               | 12                   |